# Championnat de La Réunion de football 1974
Le Championnat de La Réunion de football 1974 était la 25e édition de la compétition qui fut remportée par le SS Excelsior.

## Classement
| Rang | Équipe                  | Pts | J  | G  | N | P  | Bp | Bc | Diff |
| ---- | ----------------------- | --- | -- | -- | - | -- | -- | -- | ---- |
| 1    | SS Excelsior            | 59  | 22 | 16 | 5 | 1  | 60 | 26 | +34  |
| 2    | JS Saint-Pierroise (T)  | 52  | 22 | 12 | 6 | 4  | 47 | 17 | +30  |
| 3    | SS Saint-Louisienne     | 50  | 22 | 12 | 6 | 4  | 42 | 25 | +17  |
| 4    | SS Patriote             | 48  | 22 | 11 | 4 | 7  | 28 | 26 | +2   |
| 5    | US Bénédictine          | 47  | 22 | 12 | 1 | 9  | 44 | 38 | +6   |
| 6    | CS Saint-Denis (C)      | 47  | 22 | 10 | 5 | 7  | 32 | 30 | +2   |
| 7    | FC Ouest                | 43  | 22 | 9  | 3 | 10 | 47 | 38 | +9   |
| 8    | SS Jeanne d'Arc         | 42  | 22 | 8  | 4 | 10 | 37 | 35 | +2   |
| 9    | SS Jeunesse Musulmane   | 39  | 22 | 7  | 3 | 12 | 25 | 52 | -27  |
| 10   | SS Saint-Pauloise       | 39  | 22 | 6  | 5 | 11 | 34 | 37 | -3   |
| 11   | Racing Saint-Pierre (P) | 32  | 22 | 4  | 2 | 16 | 23 | 63 | -40  |
| 12   | USSA Léopards (P)       | 29  | 22 | 3  | 2 | 17 | 24 | 56 | -32  |

|  | Barrage pour la relégation |
|  | Relégation en 2e division  |

### Match pour la9eplace
Comme la SS Jeunesse Musulmane et la SS Saint-Pauloise terminent tous les deux avec 39 points, et comme le goal average n'est pas un critère pour établir la position des deux équipes, un match est nécessaire pour départager les deux équipes. 
- SS Jeunesse Musulmane 1-0 SS Saint-Pauloise

La SS Jeunesse Musulmane est classée neuvième et la SS Saint-Pauloise est classée dixième, soit la place pour le barrage.

### Barrage pour la relégation
Dans une confrontation aller/retour, le 10e de D1 affronte le 3e de D2 pour une place en D1 la saison suivante. 
- SS Saint-Pauloise (D1) 0–0 ; 1-0 SS Escadrille (D2)

La SS Saint-Pauloise reste en D1 tandis que le SS Escadrille reste en D2.